# Liste der Baudenkmale in Obernfeld
In der Liste der Baudenkmale in Obernfeld sind alle Baudenkmale der niedersächsischen Gemeinde Obernfeld im Landkreis Göttingen aufgelistet. Stand der Liste das Jahr 1997.

## Allgemein
Der Ort wurde 1184 das erste Mal erwähnt.
In den Spalten befinden sich folgende Informationen:
- Lage: die Adresse des Baudenkmales und die geographischen Koordinaten. Kartenansicht, um Koordinaten zu setzen. In der Kartenansicht sind Baudenkmale ohne Koordinaten mit einem roten Marker dargestellt und können in der Karte gesetzt werden. Baudenkmale ohne Bild sind mit einem blauen Marker gekennzeichnet, Baudenkmale mit Bild mit einem grünen Marker.
- Bezeichnung: Bezeichnung des Baudenkmales
- Beschreibung: die Beschreibung des Baudenkmales. Unter § 3 Abs. 2 NDSchG werden Einzeldenkmale und unter § 3 Abs. 3 NDSchG Gruppen baulicher Anlagen und deren Bestandteile ausgewiesen.
- ID: die Objekt-ID des Baudenkmales
- Bild: ein Bild des Baudenkmales, ggf. zusätzlich mit einem Link zu weiteren Fotos des Baudenkmals im Medienarchiv Wikimedia Commons. Wenn man auf das Kamerasymbol klickt, können Fotos zu Baudenkmalen aus dieser Liste hochgeladen werden:

## Obernfeld
| Lage                                                          | Bezeichnung                | Beschreibung | ID       | Bild           |
| ------------------------------------------------------------- | -------------------------- | --- | -------- | -------------- |
| Hahlestraße 51° 33′ 15″ N, 10° 13′ 46″ O                      | Bildstock An der Mühle     | 1675 aus weißem Sandstein erstellt, 1985 restauriert, ca. 3 m hoch                                                                             | 35275229 |                |
| Hahlestraße 51° 33′ 12″ N, 10° 13′ 39″ O                      | Tabernakelpfeilerbildstock | 1859 erbaut, gewidmet von dem Bauern Franz Wüstefeld                                                                                           | 35275209 |                |
| Hauptstraße Ecke Knickweg 51° 33′ 30″ N, 10° 13′ 57″ O        | Kapelle                    | Neben der Wegekapelle ist auch der Baumbestand (ID 35275672) geschützt.                                                                        | 35275250 | BW             |
| Hauptstraße 24 51° 33′ 22″ N, 10° 13′ 57″ O                   | Wohnhaus                   | Möglicherweise besteht kein Denkmalschutz mehr, da das Objekt im Denkmalatlas 2020 nicht aufgeführt ist. Es scheint abgerissen worden zu sein. |          | BW             |
| Hauptstraße 31 51° 33′ 16″ N, 10° 14′ 2″ O                    | Wohnhaus                   | Einzeldenkmal der Baudenkmal-Gruppe Hauptstraße 31,33 (ID 35231225)                                                                            | 35275295 | BW             |
| Hauptstraße 33 51° 33′ 15″ N, 10° 14′ 3″ O                    | Wohnhaus                   | Einzeldenkmal der Baudenkmal-Gruppe Hauptstraße 31,33 (ID 35231225)                                                                            | 35275317 | BW             |
| Hauptstraße 35 51° 33′ 15″ N, 10° 14′ 3″ O                    | Wohnhaus                   | Möglicherweise besteht kein Denkmalschutz mehr, da das Objekt im Denkmalatlas 2020 nicht aufgeführt ist.                                       |          | BW             |
| Hauptstraße 72 51° 33′ 9″ N, 10° 14′ 6″ O                     | Wohn-/Wirtschaftsgebäude   | | 35275339 | BW             |
| Hauptstraße 78 51° 33′ 8″ N, 10° 14′ 8″ O                     | Wegekreuz                  | | 35275359 | BW             |
| Hauptstraße 90 51° 33′ 4″ N, 10° 14′ 10″ O                    | Wohnhaus                   | | 35275379 | BW             |
| Kaltenhagen/Am Friedhof 51° 33′ 9″ N, 10° 14′ 6″ O            | Wegekapelle am Friedhof    | | 35275399 |                |
| Kaltenhagen 5 51° 33′ 21″ N, 10° 14′ 1″ O                     | Kirche St. Blasius         | | 35275420 | Weitere Bilder |
| Kaltenhagen 9 51° 33′ 22″ N, 10° 14′ 2″ O                     | Pfarrhaus                  | Das Pfarrhaus wurde 1803 erbaut. Es ist ein giebelständiges Haus mit Mansarddach.                                                              | 35275441 | BW             |
| Kirchgasse 1 51° 33′ 19″ N, 10° 13′ 59″ O                     | Dorfkrug                   | Der ehemalige Dorfkrug wurde im Jahre 1671 erbaut. Es ist somit das älteste Fachwerkgebäude des Ortes.                                         | 35275507 |                |
| Kirchgasse 2 51° 33′ 18″ N, 10° 14′ 0″ O                      | Wohnhaus                   | Das Haus wurde 1725 erbaut. Es ist ein zweigeschossiges, traufständiges Fachwerkhaus.                                                          | 35275528 |                |
| Popperstieg 51° 33′ 34″ N, 10° 14′ 15″ O                      | Wegekreuz                  | | 35275548 | BW             |
| Stadtweg 51° 33′ 2″ N, 10° 14′ 14″ O                          | Bildstock                  | | 35275592 |                |
| Teichwiesenweg 51° 33′ 13″ N, 10° 13′ 52″ O                   | Bildstock                  | | 35275632 | BW             |
| Teichwiesenweg Ecke Wiesenstraße 51° 33′ 21″ N, 10° 13′ 49″ O | Bildstock                  | | 35275652 | BW             |
| Wurtweg 51° 33′ 30″ N, 10° 13′ 46″ O                          | Bildstock                  | 1738 aus weißem Sandstein erstellt, 4,10 m hoch                                                                                                | 35275612 |                |